# Station Laroque
Station Laroque is een spoorweghalte in de Franse gemeente Laroque-Timbaut.